# سيرامايزر
سيرامايزر "Ceramizer" هو تكنولوجيا ثورية جديدة ومبتكرة لحماية المحركات المعرضة للاحتكاك في درجات الحرارة العالية وظروف التشغيل القاسية فهو خليط فريد عبارة عن مركب زيتي بتقنية النانو سيراميك يقوم بعمل طبقة غلاف سيراميكي على الأسطح المعرضة للاحتكاك مما يوفر حماية فعالة للمحركات الجديدة والقديمة، يقوم سيرامايزر بتشكيل طبقة سيراميكية معدنية على الأسطح الداخلية للمحرك، مما يقلل من الاحتكاك ويحسن من أداء المحرك واستقراره، تستمر فعالية هذه الطبقة على مدى مسافة تصل إلى 70 ألف كيلومتر للمحركات و 100 ألف كيلو متر لمحركات القير والدفرنسات والعكوس والدركسون، مما يطيل من العمر الافتراضي للمحرك ويزيد من قوته ويقلل من استهلاك الوقود ويخفض من صوت المحرك، هذا وقد تم عمل العديد من الاختبار على المنتج منها ما قامت به القوات الجوية البولندية وحصل على العديد من الجوائز كان آخرها الجائزة الذهبية كأفضل منتج أوربي لحماية المحركات لعام 2022 و2023 على التوالي، هذا وقد تم بيع ملايين العبوات ونجح في إرضاء أكثر من مليون عميل أوربي بشهادة LARA KONSUMENTA، مما يؤكد على فعاليته وجدارته في حماية المحركات في الاستخدامات العادية والقاسية والمتطلبات الصعبة.

### الحماية بتقنية النانو سيراميك
ظهرت تقنية ثورية جديدة لاستخدام هندسة السيراميك في درجات الحرارة المرتفعة للغاية وأماكن الاحتكاك الشديدة بتطبيقات كثيرة منها محركات وهياكل الطائرات، بلاطات المكوكات الفضائية، فوهات الصواريخ، دروع الحماية من الرصاص، الأسلحة وغيرها الكثير.
وكذلك ظهرت في حياتنا اليومية استخدامات متعددة لهذه التكنولوجيا منها أواني الطهي السيراميكية الغير قابلة للخدش والتي تتحمل أقصى درجات الحرارة وكذلك طلاءات السيراميك والتي تقوم بحماية هيكل الأسطح الخارجية المختلفة من الخدوش مثل هياكل السيارات ومن هنا ظهر سيرامايزر وهو خليط من هذه التكنولوجيا الثورية الجديدة لحماية المحركات حتى في ظروف الاستخدام القاسية والأجواء الصعبة.

### فوائدسيرامايزر
الحماية والأمان:
* محرك السيارة هو الجزء الأهم فيها على الإطلاق واستخدامك لسيرامايزر يحقق لك الحماية والأمان وأنت على الطريق ويطيل من عُمر المحرك ويحافظ عليه.
تحمل الظروف القاسية:
* يحافظ سيرامايزر على المحرك حتى في اقسى حالات رداءة الزيت أو عدم تغيير الزيت لفترات طويلة.
حماية المحرك:
* يقوم سيرامايزر بحماية المحركات الجديدة بالإضافة للترميم الذري لمحرك سيارتك (في حال كانت سيارتك قطعت مسافات طويلة) مما يعالج التشوهات والأضرار الصغيرة التي حدثت بفعل الاحتكاك الشديد في ظروف الحرارة العالية مع مرور الوقت.
تقليل استهلاك الوقود:
* يقلل سيرامايزر من استهلاك الوقود بنسبة تتراوح بين 3 : 15 % (بفضل تقليله لنسب معامل الاحتكاك داخل المحرك).
تقليل استهلاك الزيت (إن وجد):
* يقلل سيرامايزر من استهلاك المحرك للزيت (إن وجد) بشكل كبير.
خفض الضوضاء:
* يجعل سيرامايزر المحرك أكثر هدوءاً واستقراراً ليعمل بصورة ناعمة وطبيعية وهذا ما شهد به كل من استخدم هذا المنتج.
الشهادات والجوائز:
* حصل منتج Ceramizer CS على أفضل منتج لعام 2018 من مجلة AutoExpert.
* حصلت منتجات سيرامايزر على جائزة ODKRYCIE 2018 البرونزية في مسابقة Consumer Laurel في مجال الجودة والابتكار في صناعة السيارات.
* حصلت منتجات سيرامايزر على جائزة Grand Prix 2019 الفضية في مسابقة Consumer Laurel في مجال الجودة والابتكار في صناعة السيارات.
* حصلت منتجات سيرامايزر على الجائزة الذهبية KATEGORIA لعام 2022 وعام 2023 على التوالي في مسابقة Consumer Laurel في مجال الجودة والابتكار في صناعة السيارات.
الاختبارات:
* تم عمل العديد من الاختبارات على منتجات سيرامايزر منها ما قامت به القوات الجوية البولندية مما يؤكد على جودة وفاعليه المنتج.
شهادة العملاء:
* تم بيع ملايين العبوات ونجح في إرضاء أكثر من مليون عميل أوربي.
من أين يمكن الحصول على سيرامايزر:
يمكن الحصول على منتجات سيرامايزر في منطقة الشرق الأوسط من شركة تكنولوجيا المحركات ويمكن الحصول على المنتج في منطقة الإتحاد الأوربي من متجر شركة سيرامايزر.